# 伴俊男 (漫画家)
伴 俊男（ばん としお、1953年 - ）は、京都府京都市出身の漫画家。

## 人物・来歴
1974年、小室孝太郎の推薦で手塚プロダクションに入社し、手塚治虫のアシスタントとなる。2年後にいったん退社するが、1979年に契約社員として復帰。雑誌漫画の制作現場のサブ・チーフとして、手塚が死去するまでアシスタントをつとめる。アシスタントとして製作に関与した作品に、『ブラック・ジャック』『三つ目がとおる』『ユニコ』『シュマリ』『陽だまりの樹』『アドルフに告ぐ』『火の鳥』（乱世編、異形編、太陽編）などがある。手塚は自分のアシスタントに対し、早期に漫画家として独立し退職することを推奨していたが、その中にあっては異例の長期にわたる在籍者であった。このため、死の一か月前、入院中だった手塚からの電話で「まだ手塚プロにいたのか!? いったい何年いるんだ!? 自分のマンガはどうした!!」と叱責されたこともあったという。
代表作は、『アサヒグラフ』（朝日新聞社）に連載された手塚の伝記漫画『手塚治虫物語』（1989年8月25日号から1991年7月26日号まで連載、1992年刊）。1992年5月に手塚プロダクション漫画部が解散した際の、最後の社員となった。

## 漫画賞受賞歴
- 1972年第4回手塚賞佳作（時男の時間旅行）
- 1973年第5回手塚賞佳作（残りの一匹）
- 1976年第11回手塚賞佳作（予想屋勘太郎）

## 作品リスト
- 残りの一匹（『週刊少年ジャンプ』1973年30号）
- 明日への剣（『マンガ少年』1977年3月号）
- 時男の時間旅行
- 予想屋勘太郎
- 『伝記世界の偉人 8 ガリレイ』永井道雄・手塚治虫監修 中央公論社〈中公コミックス〉、1985年9月 ISBN 4-12-402496-7
- 『基礎のバイク・トラブル・シューティング : いざというときのためのトラブル解決法 マンガで解説』カリバーブックス編 交通タイムス社、1988年3月
- 『手塚治虫物語（英語版）』全2巻 朝日新聞社、1992年8月
  - 『手塚治虫物語』全2巻 朝日新聞社〈朝日文庫〉、1994年11月
  - 『手塚治虫物語』全3巻 金の星社、2009年3月
- 『津田左右吉物語』美濃加茂市教育委員会編 美濃加茂市、1995年3月
- 『手塚治虫 21世紀をデザインしたまんが家』藤子・F・不二雄解説; 手塚プロダクション監修 小学館〈小学館学習まんが人物館〉、1996年4月 ISBN 4-09-270103-9
- 『宇宙飛行士になりたい!』毛利衛監修; 長沢光男著 集英社〈集英社版・学習漫画 お茶の水博士の夢講座 第1巻〉、2000年11月 ISBN 4-08-288077-1
- 『宇宙人に会いたい!』宇宙開発事業団・NASDA文庫研究会 監修; 岩田勉著 集英社〈集英社版・学習漫画 お茶の水博士の夢講座 第2巻〉、2000年11月 ISBN 4-08-288078-X
- 『恐竜世界のひみつ』金子隆一監修 学習研究社〈学研まんが新ひみつシリーズ〉、2003年7月 ISBN 4-05-201763-3
- 『NHKその時歴史が動いた コミック版 昭和史復興編』NHK取材班編 共著 ホーム社〈HMB〉、2008年6月 ISBN 978-4-8342-7419-6
- 『まんが幕末・維新人物伝』多田統一監修 共著 くもん出版、2012年12月 ISBN 978-4-7743-2021-2